# Placówki dyplomatyczne i konsularne w Polsce: A
Stan na: 23 grudnia 2024

## Afganistan

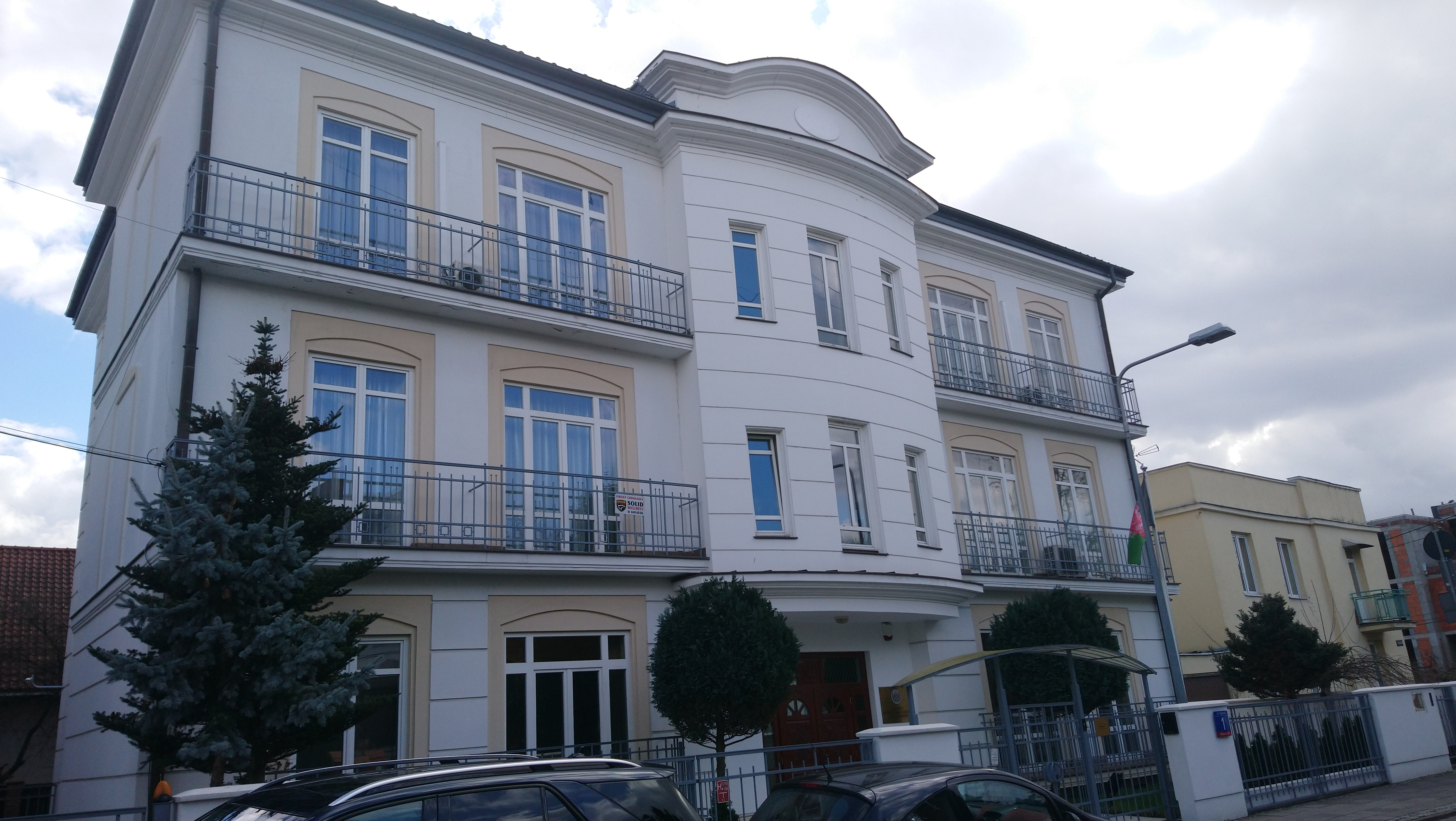
Gmach Ambasady Afganistanu przy ulicy Goplańskiej w Warszawie

Ambasada Islamskiej Republiki Afganistanu w Warszawie
- szef placówki: Mohammad Naim Taher Qaderi (ambasador)
- Strona oficjalna

## Albania

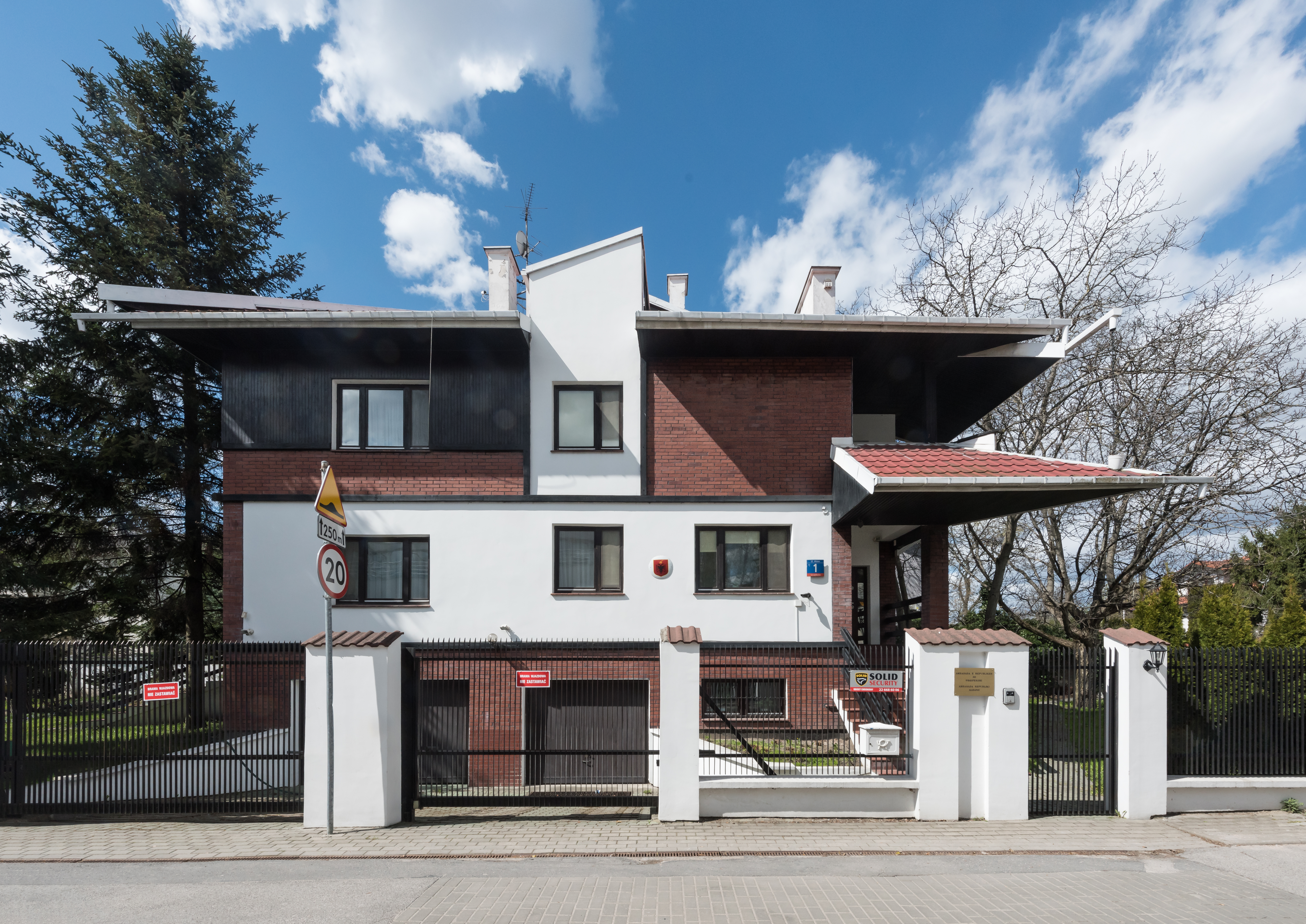
Ambasada Republiki Albanii przy ulicy Altowej w Warszawie

Ambasada Republiki Albanii w Warszawie
- szef placówki: Mimoza Halimi (ambasador)
- Strona oficjalna

Konsulat Honorowy Republiki Albanii w Łodzi
- szef placówki: Paweł Michalak (konsul honorowy)

## Algieria

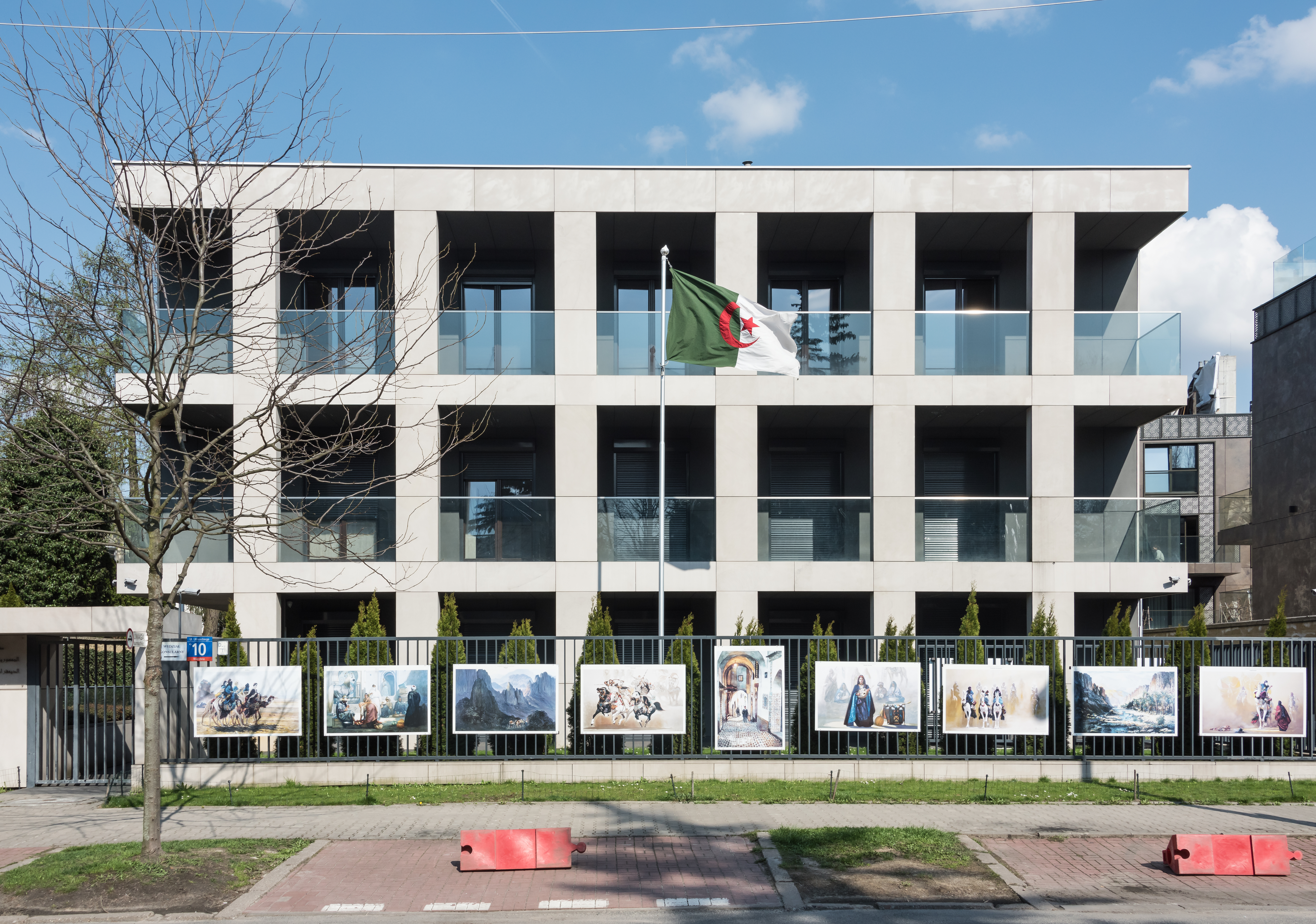
Gmach Ambasady Algierii przy ul. Ignacego Krasickiego 10 w Warszawie

Ambasada Algierskiej Republiki Ludowo-Demokratycznej w Warszawie
- szef placówki: Mohamed Salahe Belaid (ambasador)
- Strona oficjalna

## Andora
Brak placówki – obsługą dyplomatyczną i konsularną Polski zajmuje się bezpośrednio Ministerstwo Spraw Zagranicznych Księstwa Andory w Andorra la Vella.

## Angola

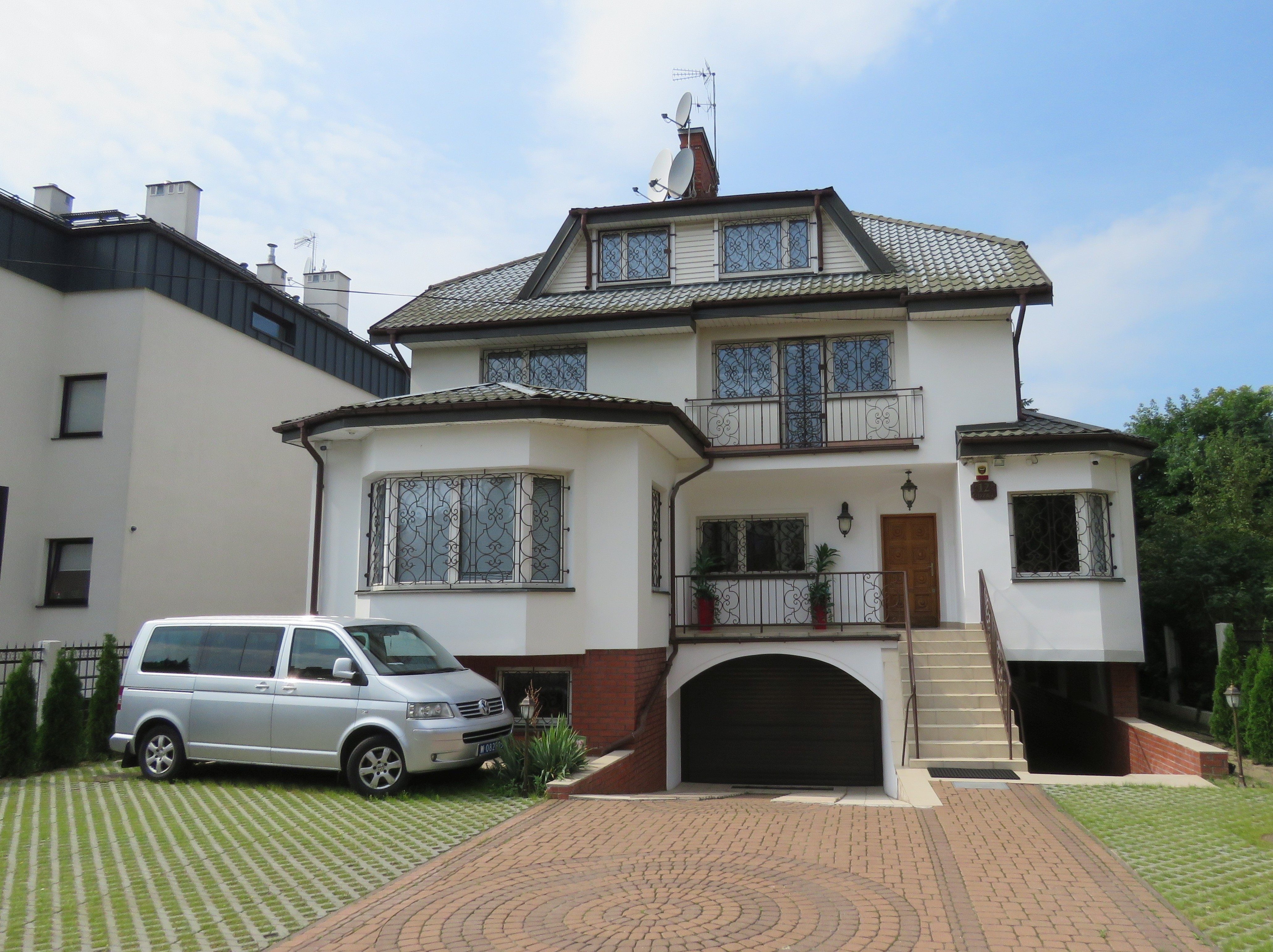
Siedziba Ambasady Angoli przy ul. Urodzajnej 12 w Warszawie

Ambasada Republiki Angoli w Warszawie
- szef placówki: Manuel Pedro Chaves (ambasador)
- Strona oficjalna

## Antigua i Barbuda
Antigua i Barbuda nie posiada placówki dyplomatycznej ani urzędu konsularnego obsługującego Polskę.

## Arabia Saudyjska

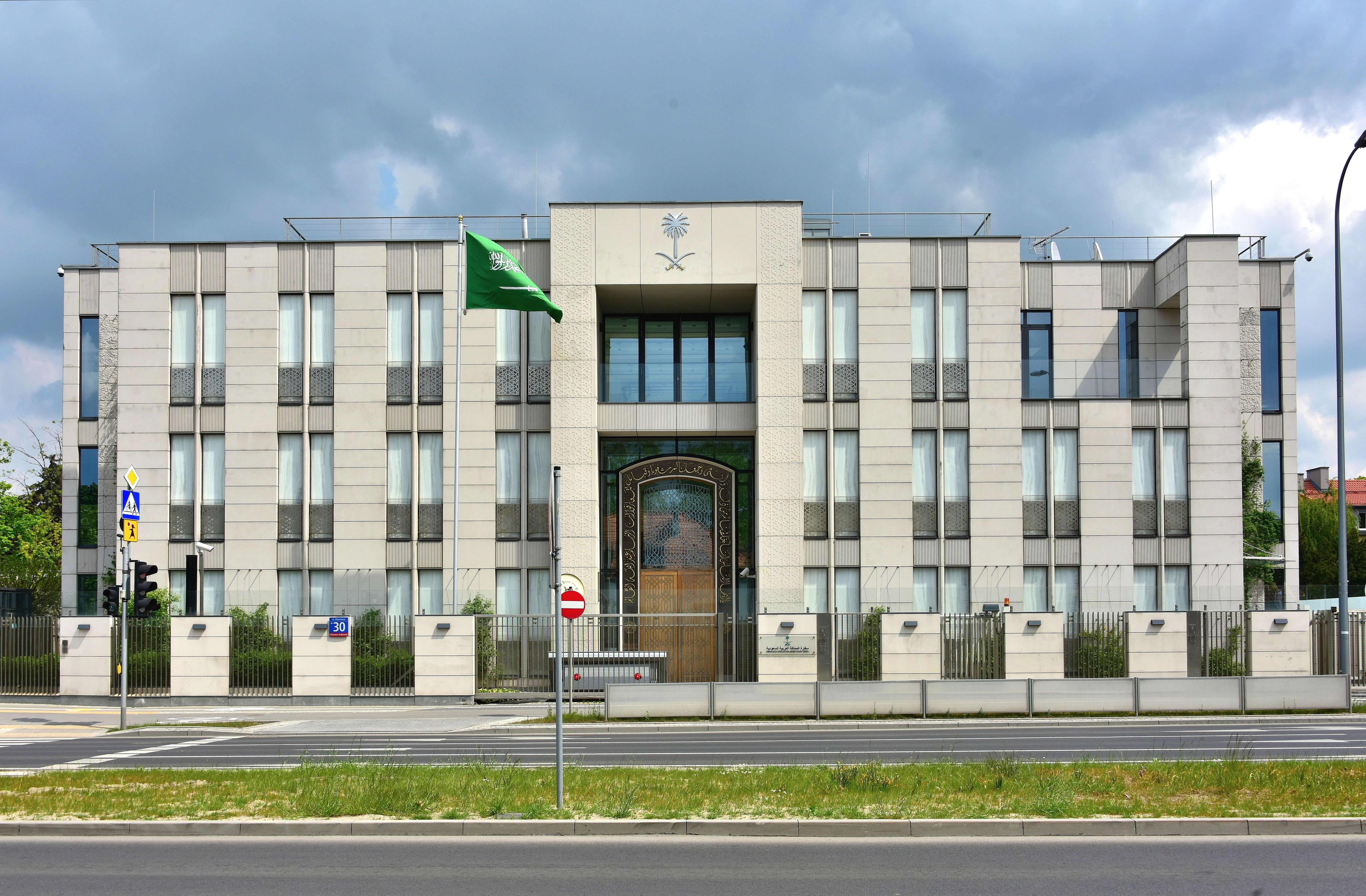
Budynek Ambasady Arabii Saudyjskiej przy ul. Wiertniczej 30 w Warszawie

Ambasada Królestwa Arabii Saudyjskiej w Warszawie
- szef placówki: Saad Saleh Alsaleh (ambasador)
- Strona oficjalna

## Argentyna

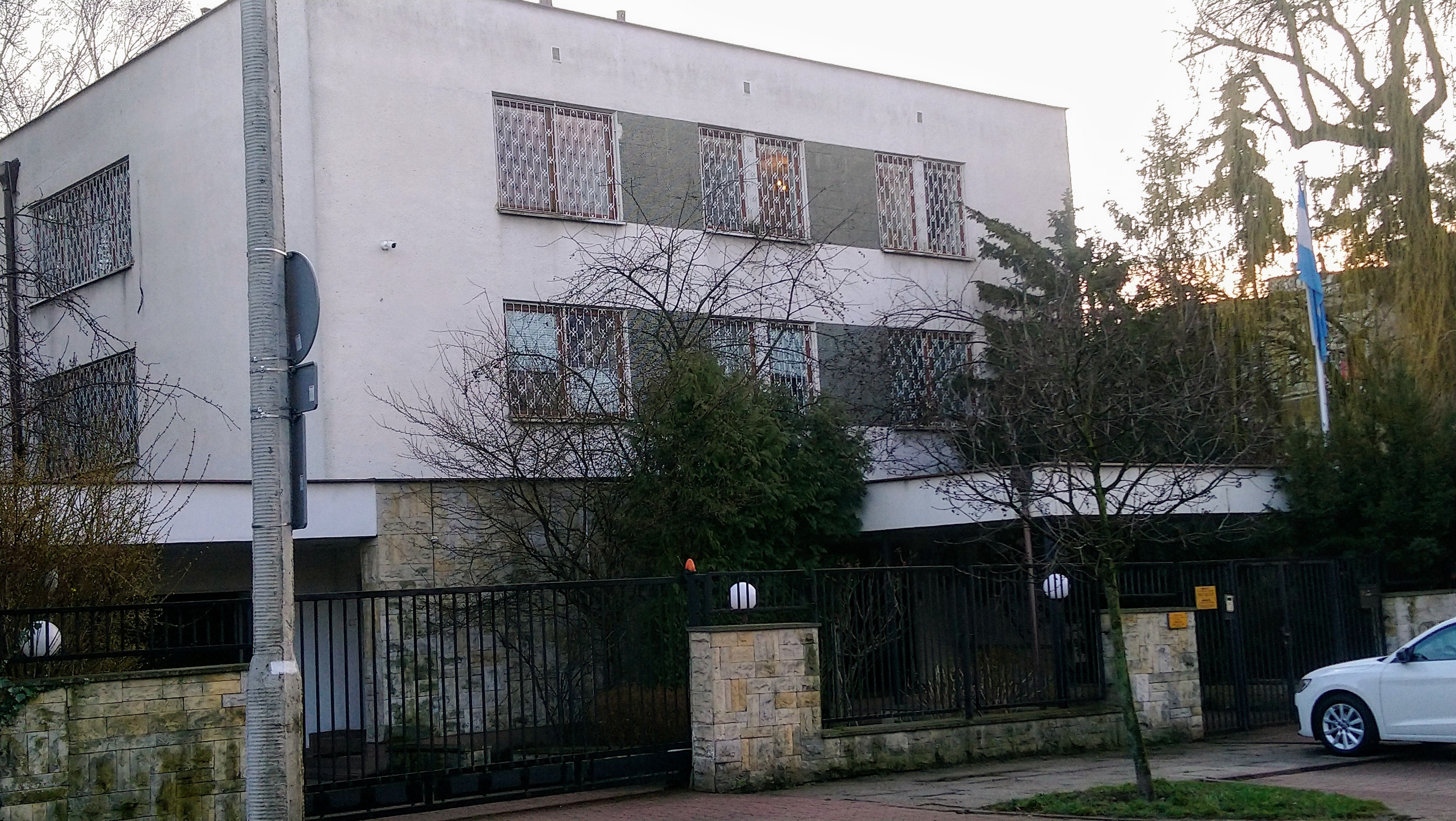
Siedziba Ambasady Argentyny przy ulicy Brukselskiej w Warszawie

Ambasada Republiki Argentyńskiej w Warszawie
- szef placówki: Alicia Irene Falkowski (ambasador)
- Strona oficjalna

## Armenia

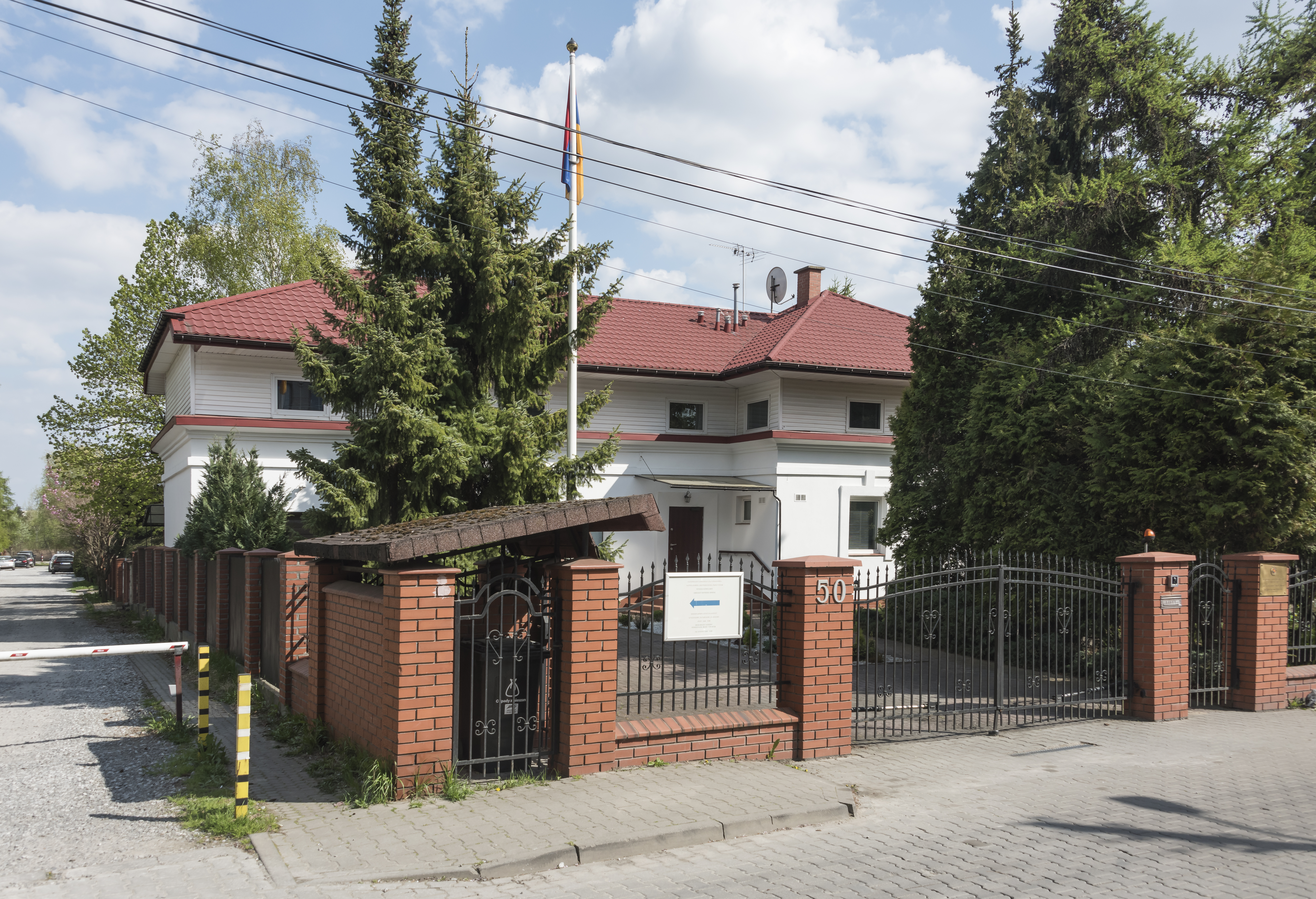
Siedziba Ambasady Armenii przy ulicy Bekasów w Warszawie

Ambasada Republiki Armenii w Warszawie
- szef placówki: Alexander Arzoumanian (ambasador)
- Strona oficjalna

Konsulat Honorowy Republiki Armenii w Łodzi
- szef placówki: Rafał Choma (konsul honorowy)
- Strona oficjalna

Konsulat Honorowy Republiki Armenii w Poznaniu
- szef placówki: Paweł Ładziński (konsul honorowy)

Konsulat Honorowy Republiki Armenii w Zabrzu
- szef placówki: Hraczja Bojadżjan (konsul honorowy)

## Australia

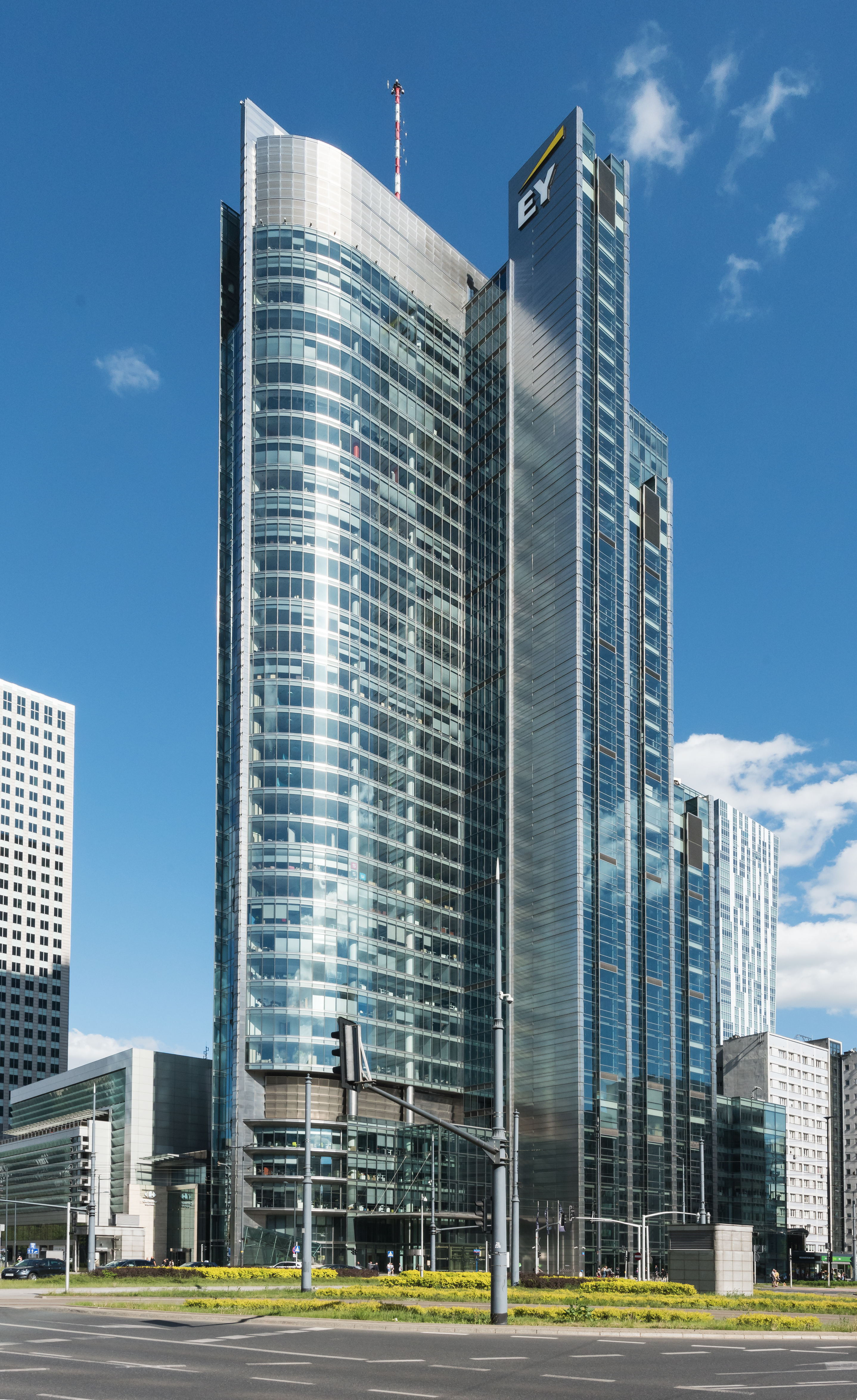
Biurowiec Rondo 1, w którym mieści się Ambasada Australii

Ambasada Związku Australijskiego w Warszawie
- szef placówki: Benjamin Albert Hayes (ambasador)
- Strona oficjalna

## Austria

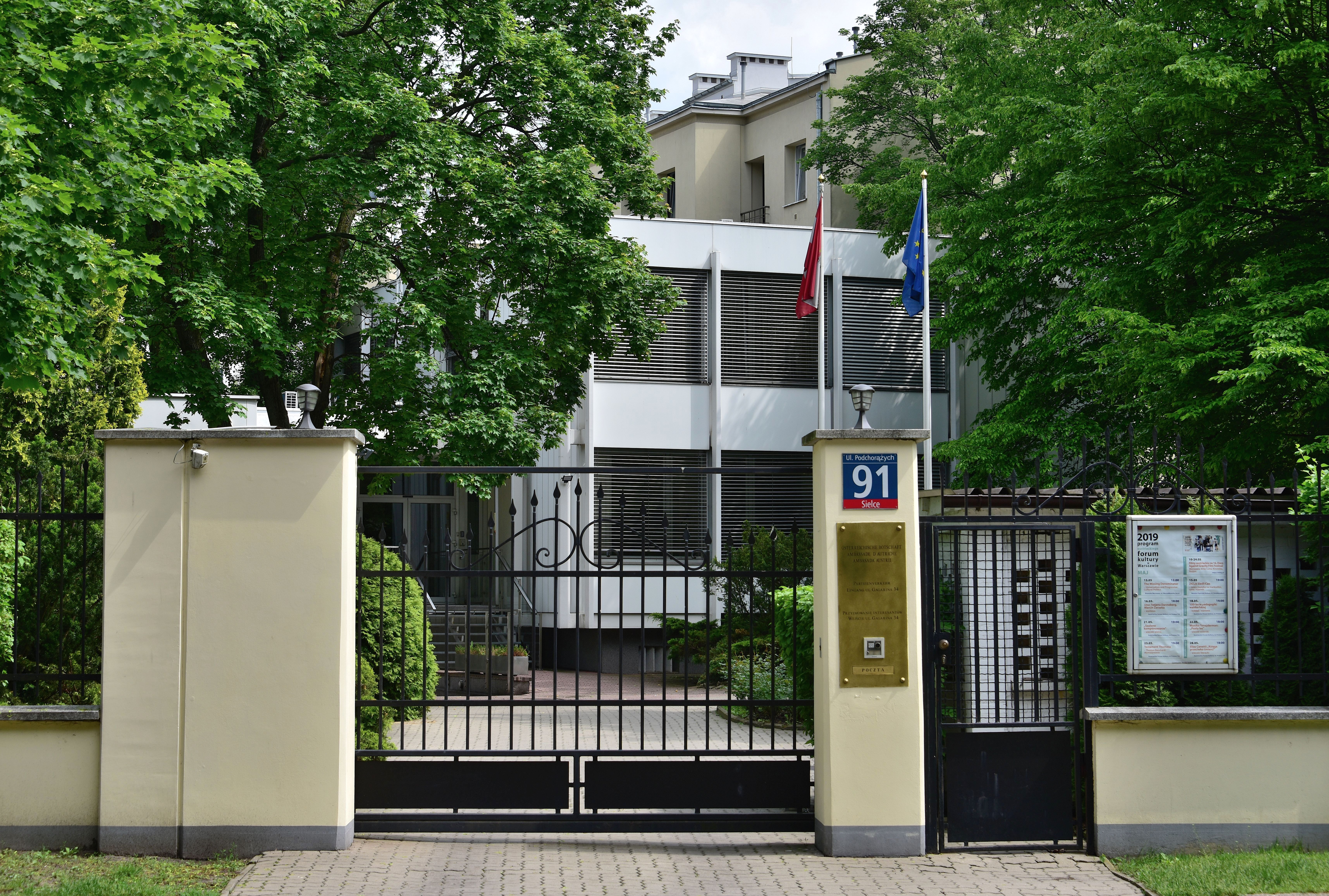
Ambasada Austrii w Warszawie

Ambasada Republiki Austrii w Warszawie
- szef placówki: Andreas Stadler (ambasador)
- Strona oficjalna

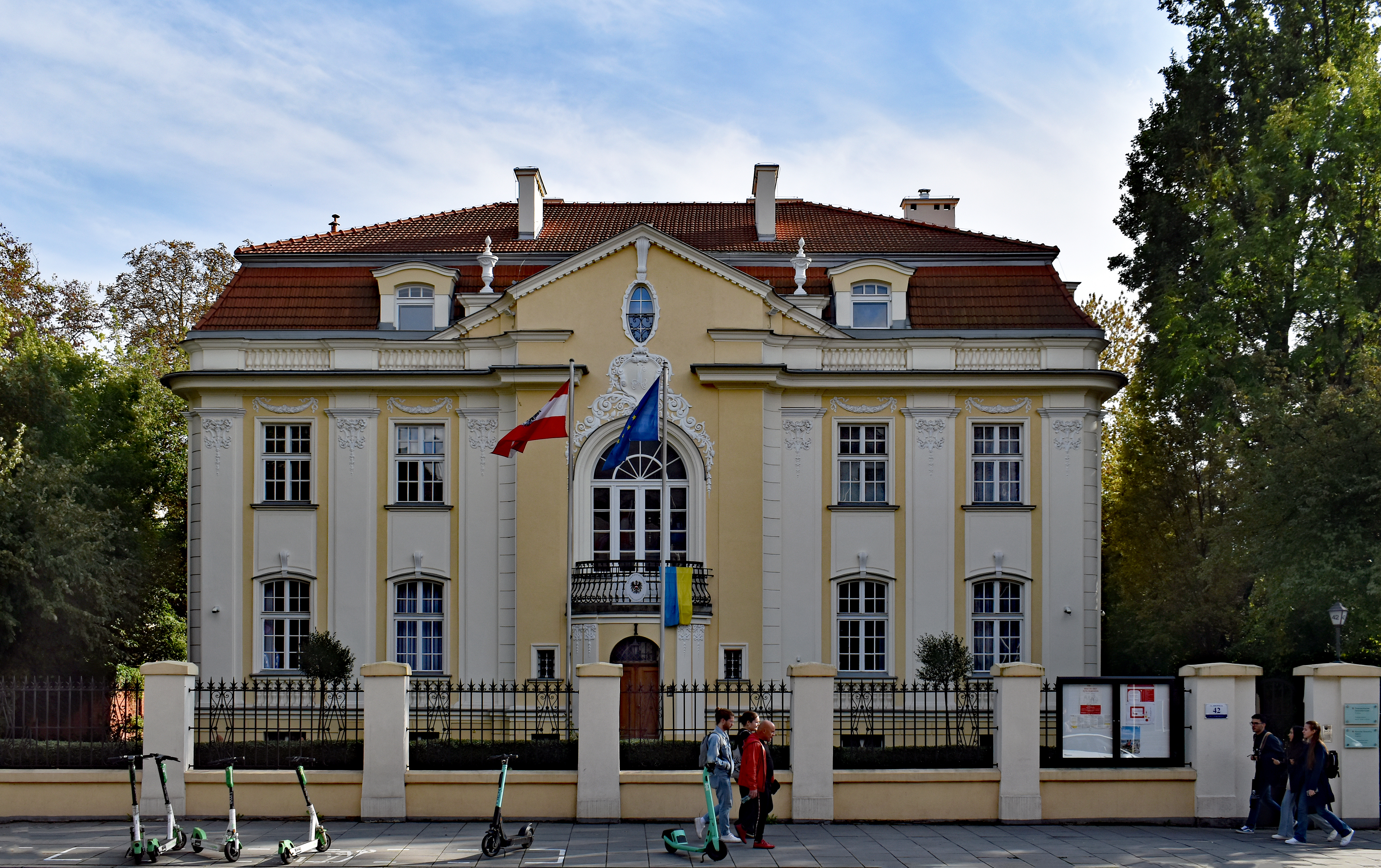
Konsulat Generalny Republiki Austrii w Krakowie
- szef placówki: Martin Gärtner (konsul generalny)
- Strona oficjalna

Konsulat Honorowy Republiki Austrii w Gdańsku
- szef placówki: Marek Kacprzak (konsul honorowy)
- Strona oficjalna

Konsulat Honorowy Republiki Austrii w Katowicach
- szef placówki: Mirosław Bienioszek (konsul honorowy)
- Strona oficjalna. konsulaustria-katowice.pl. [zarchiwizowane z tego adresu (2018-02-11)].

Konsulat Honorowy Republiki Austrii w Lublinie
- szef placówki: Piotr Majchrzak (konsul honorowy)
- Strona oficjalna

Konsulat Honorowy Republiki Austrii w Łodzi
- szef placówki: Paweł Zyner (konsul honorowy)
- Strona oficjalna

Konsulat Honorowy Republiki Austrii w Poznaniu
- szef placówki: Izabela Ewa Seidl-Kwiatkowska (konsul honorowy)
- Strona oficjalna

Konsulat Honorowy Republiki Austrii we Wrocławiu
- szef placówki: Edward Wąsiewicz (konsul honorowy)
- Strona oficjalna

## Azerbejdżan

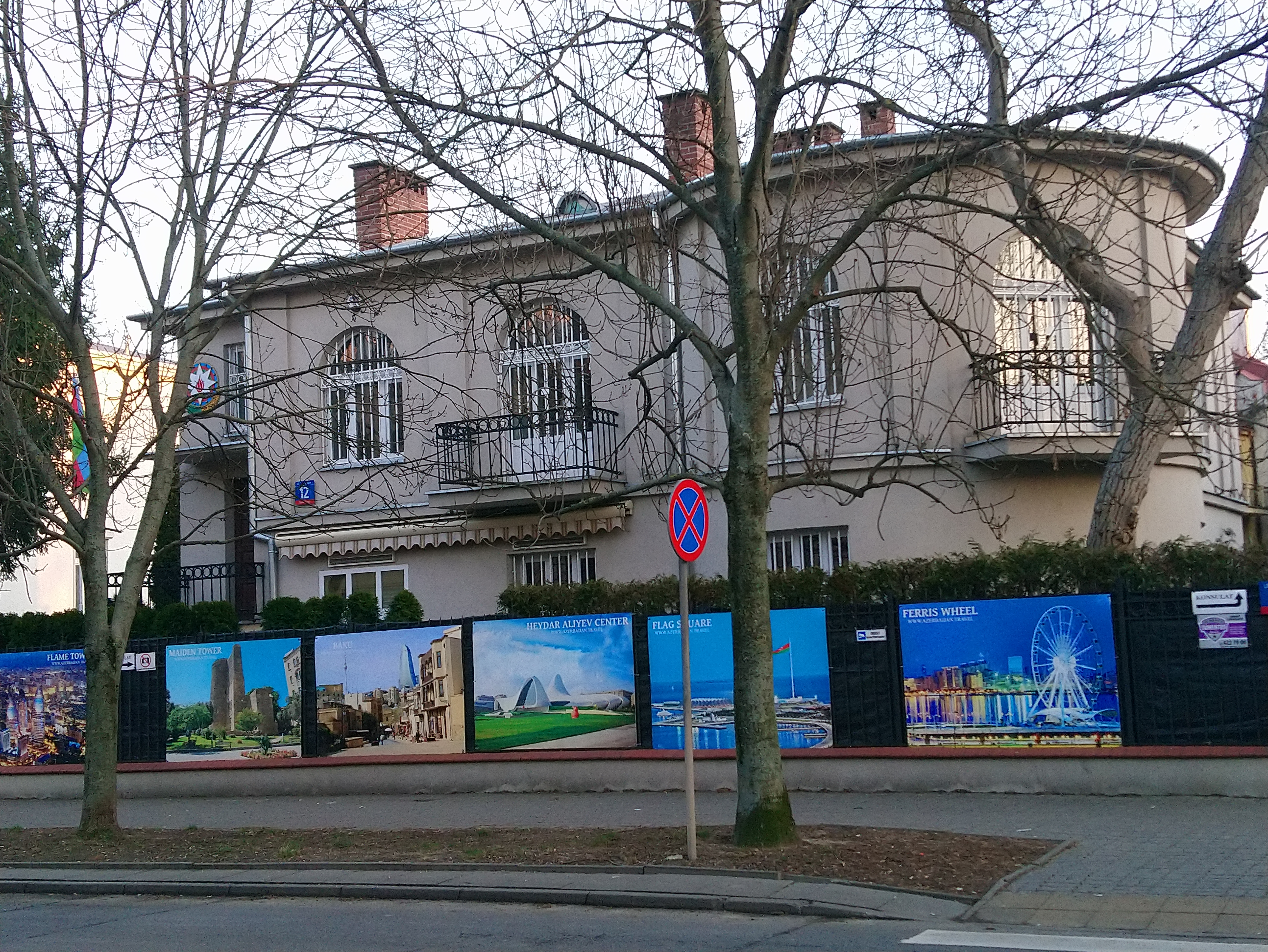
Gmach Ambasady Azerbejdżanu w Warszawie

Ambasada Republiki Azerbejdżanu w Warszawie
- szef placówki: Nargiz Gurbanova (ambasador)
- Strona oficjalna